# 2 souls
『2 souls』（ツー・ソウルズ）は、日本のデュオ・花*花が2000年10月25日にワーナーミュージック・ジャパンから発売したメジャー2枚目（通算3枚目）のオリジナルアルバムである。

## 内容
前作『11songs（+4）』から3ヶ月ぶりのオリジナルアルバムで、シングル「さよなら 大好きな人」と同時発売された。
オリコンチャート初登場2位を獲得。自身初のトップ3入りと、アルバムとしては初の年間チャート入りを果たし、日本レコード協会からゴールドディスク認定を受けた。

## 収録曲
1. あ〜よかった -setagaya mix- [3:44]
作詞・作曲：こじまいづみ
編曲：パパダイスケ
メジャー1stシングルの表題曲。
2. あくび [4:12]
作詞・作曲：こじまいづみ
編曲：パパダイスケ
後に3rdベストアルバム『2×20』にも収録された。
3. 祈り [5:07]
作詞・作曲：こじまいづみ
編曲：パパダイスケ
4. 奇跡の裏側 [3:08]
作詞・作曲：こじまいづみ
編曲：パパダイスケ
後に3rdベストアルバム『2×20』にも収録された。
5. ずっと一緒に [4:15]
作詞・作曲：こじまいづみ
編曲：パパダイスケ
インディーズ6thシングルの表題曲。
6. 中途半端な恋 [3:59]
作詞・作曲：こじまいづみ
編曲：パパダイスケ
後に3rdベストアルバム『2×20』にも収録された。
7. ひまわりの花 [2:50]
作詞・作曲：こじまいづみ
編曲：パパダイスケ
メジャー1stシングルのカップリング曲。
8. ふたつのてのひら [3:49]
作詞：おのまきこ
作曲：こじまいづみ
編曲：パパダイスケ
9. さよなら 大好きな人 [4:11]
作詞・作曲：こじまいづみ
編曲：パパダイスケ
メジャー2ndシングルの表題曲。
10. HEART [3:05]
作詞・作曲：おのまきこ
編曲：パパダイスケ
インディーズ6thシングルのカップリング曲。
11. 1ばんほしかったもの [5:48]
作詞・作曲：こじまいづみ
編曲：パパダイスケ

## 参加ミュージシャン
花*花
- こじまいづみ：Vocal (全曲)、Piano (#2,3,6,8,9)、Fender Rhodes (#10)
- おのまきこ：Vocal (全曲)、Piano (#5,11)、CP-80 (#1,4)、Fender Rhodes (#7)、Keyboards (#5)、Pianica (#2)

Support Musician
- パパダイスケ：Electoric Guitar (#1,4,5,9,11)、Acoustic Guitar (#4,5,7,10)、Steel Guitar & Ukulele & Harmonica (#2)、Programming (#1,6,8,10)、Microwave (#4,7)、Samples (#7)
- 品川知昭：Electric Guitar (#4,6,9)
- 西村哲也：Electric Guitar (#3,11)、Acoustic Guitar (#8)
- 住友俊洋：Slide Guitar (#10)
- 松永孝義：Electoric Bass (#3,4,9,11)、Acoustic Bass (#7)
- 白船睦洋：Electric Bass (#5)
- 光永巌：Electric Bass (#8)
- 宮田繁男：Drums (#3,11)
- 大久保敦夫：Drums (#5,9)
- 横銭ユージ：Drums (#4)
- 石坪信也：Drums (#6)
- 田辺晋一：Percussion (#4,7,9)
- 松前公高：Manipulation (#1,6)
- 金原千恵子グループ：Strings (#6,8)
- HONZI：Violin (#1,4)
- 長野昭子：Violin (#9)
- 山本愛子：Violin (#9)
- 金原千恵子：Violin (#11)
- 高田豊子：Viola (#9)
- 上塚憲一：Cello (#9)
- 堀沢真己：Cello (#11)
- 新本由美子：Oboe (#7,9)
- 熊本尚美：Flute (#7,9)
- Kaori：Flute (#8)
- 横山貴生：Sax (#5,10)
- 松本浩明：Trumpet (#5,9,10)
- 大迫明：Trombone (#5,9,10)
- Mayumi：Trombone (#2)

## タイアップ
- 日本テレビ系列トークバラエティ番組『ダウンタウンDX』エンディングテーマ (#1)
- MBS系情報番組『ちちんぷいぷい』エンディングテーマ (#5)
- ジャパン・ニュース・ネットワーク東芝日曜劇場『オヤジぃ。』主題歌 (#9)